# Muravera
Muravera is een gemeente in de Italiaanse provincie Zuid-Sardinië (regio Sardinië) en telt 4885 inwoners (31-12-2004). De oppervlakte bedraagt 94,7 km², de bevolkingsdichtheid is 52 inwoners per km².

## Demografie
Muravera telt ongeveer 1935 huishoudens. Het aantal inwoners steeg in de periode 1991-2001 met 6,9% volgens cijfers uit de tienjaarlijkse volkstellingen van ISTAT.
| Jaar | Inwoneraantal |
| ---- | ------------- |
| 1991 | 4348          |
| 2001 | 4650          |

## Geografie
Muravera grenst aan de volgende gemeenten: Castiadas, San Vito, Villaputzu.